# Chlorophytum indicum
Chlorophytum indicum là một loài thực vật có hoa trong họ Măng tây. Loài này được (Willd. ex Schult. & Schult.f.) Dress mô tả khoa học đầu tiên năm 1961.